# Kabinett Majoro
Das Kabinett Majoro war von 2020 bis Oktober 2022 das amtierende Kabinett in Lesotho. Es wurde von Moeketsi Majoro (All Basotho Convention, ABC) gebildet, nachdem eine neugebildete Koalition aus der Mehrheit der ABC-Abgeordneten, des Democratic Congress (DC) und weiterer kleinerer Parteien den vormaligen Premierminister Thomas Thabane aus dem Amt gedrängt hatten. Zum Kabinett gehörten auch die Vorsitzenden von Basotho National Party, Reformed Congress of Lesotho, Movement for Economic Change und Popular Front for Democracy.

## Kabinett
Dem Kabinett gehörten nach seiner Vereidigung am 21. Mai neben Premierminister Majoro und seinem Stellvertreter Mathibeli Mokhothu (DC) 25 Minister, darunter fünf Frauen, sowie acht stellvertretende Minister, darunter drei Frauen, an. Angegeben ist auch die jeweilige Parteizugehörigkeit.

### Liste der Minister
| Ministerium | Minister            | Geschlecht | Partei | Eintritt in Kabinett | Austritt |
| --- | ------------------- | ---------- | ------ | -------------------- | -------- |
| Prime Minister (Premierminister)                                                                                         | Moeketsi Majoro     | m          | ABC    | 2012*                |          |
| Deputy Prime Minister, Parliamentary Affairs (Stellvertretender Premierminister, Parlamentsangelegenheiten)              | Mathibeli Mokhothu  | m          | DC     | 2015*                |          |
| Minister in the Prime Minister’s Office (Minister im Büro des Premierministers)                                          | Kemiso Mosenene     | m          | ABC    | 2020                 |          |
| Home Affairs (Innere Angelegenheiten)                                                                                    | Motlalentoa Letsosa | m          | DC     | 2015*                |          |
| Justice, Law, Constitutional Affairs and Human Rights (Gerichtswesen, Rechtswesen, Verfassungsfragen und Menschenrechte) | Nqosa Mahao         | m          | ABC    | 2020                 |          |
| Labour and Employment (Arbeit und Beschäftigung)                                                                         | Keketso Rantšo      | w          | RCL    | 2017                 |          |
| Social Development (Soziale Entwicklung)                                                                                 | ’Matebatso Doti     | w          | ABC    | 2017                 |          |
| Police and Public Safety (Polizei und Öffentliche Sicherheit)                                                            | ’Mampho Mokhele     | w          | ABC    | 2017                 |          |
| Finance (Finanzen) | Thabo Sofonea       | m          | ABC    | 2020                 |          |
| Local Government and Chieftainship Affairs (Lokale Verwaltung und Angelegenheiten des traditionellen Herrschaftssystems) | Tsoinyana Rapapa    | m          | ABC    | 2020                 |          |
| Water (Wasser) | Nkaku Kabi          | m          | ABC    | 2017*                |          |
| Forestry, Range and Soil Conservation (Forstwirtschaft, Natur- und Bodenschutz)                                          | Motlohi Maliehe     | m          | ABC    | 2020                 |          |
| Energy and Meteorology (Energie und Meteorologie)                                                                        | Mohapi Mohapinyane  | m          | ABC    | 2020                 |          |
| Defence and National Security (Verteidigung und Nationale Sicherheit)                                                    | Prince Maliehe      | m          | ABC    | 2017*                |          |
| Public Works (Öffentliche Infrastruktur)                                                                                 | Lebohang Monaheng   | m          | DC     | 2020                 |          |
| Transport (Verkehr) | Tšoeu Mokeretla     | m          | DC     | 2015*                |          |
| Public Service (Öffentlicher Dienst)                                                                                     | Semano Sekatle      | m          | DC     | 2020                 |          |
| Development Planning (Entwicklungsplanung)                                                                               | Selibe Mochoboroane | m          | MEC    | 2012*                |          |
| Communications, Science and Technology (Kommunikation, Wissenschaft und Technologie)                                     | Theselo ’Maseribane | m          | BNP    | 2017*                |          |
| Tourism, Environment and Culture (Tourismus, Umwelt und Kultur)                                                          | Lekhetho Rakuoane   | m          | PFD    | 2015*                |          |
| Gender, Youth, Sports and Recreation (Gleichstellung, Jugend, Sport und Erholung)                                        | Likeleli Tampane    | w          | DC     | 2015*                |          |
| Foreign Affairs and International Relations (Äußere Angelegenheiten und internationale Beziehungen)                      | ’Matšepo Ramakoae   | w          | ABC    | 2020                 |          |
| Education and Training (Erziehung und Ausbildung)                                                                        | Ntlhoi Motsamai     | m          | DC     | 2020                 |          |
| Small Business Development, Co-operatives and Marketing (Entwicklung von Kleingewerbe, Kooperativen und Vermarktung)     | Keketso Sello       | m          | ABC    | 2017*                |          |
| Agriculture and Food Security (Landwirtschaft und Nahrungssicherheit)                                                    | Tefo Mapesela       | m          | ABC    | 2017*                |          |
| Health (Gesundheit) | Motlatsi Maqelepo   | m          | ABC    | 2020                 |          |
| Trade and Industry (Handel und Industrie)                                                                                | vakant              |            |        |                      |          |
| Mining (Bergbau) | Serialong Qoo       | m          | DC     | 2020                 |          |

*) gehörte bereits früher dem Kabinett mit einem anderen Ressort an.

### Liste der stellvertretenden Minister
| Ministerium | Deputy Minister     | Geschlecht | Partei | Eintritt in Kabinett | Austritt |
| --- | ------------------- | ---------- | ------ | -------------------- | -------- |
| Home Affairs (Innere Angelegenheiten)                                                                                    | Maimane Maphathe    | m          | DC     | 2020                 |          |
| Local Government and Chieftainship Affairs (Lokale Verwaltung und Angelegenheiten des traditionellen Herrschaftssystems) | Moshe Leoma         | m          | ABC    | 2019*                |          |
| Water (Wasser) | Lepota Sekola       | m          | ABC    | 2020                 |          |
| Gender, Youth, Sports and Recreation (Gleichstellung, Jugend, Sport und Erholung)                                        | Phutuhelo Mafereka  | w          | DC     | 2020                 |          |
| Foreign Affairs and International Relations (Äußere Angelegenheiten und internationale Beziehungen)                      | Machesetsa Mofomobe | w          | BNP    | 2020                 |          |
| Education and Training (Erziehung und Ausbildung)                                                                        | ’Mamookho Phiri     | w          | DC     | 2020                 |          |
| Agriculture and Food Security (Landwirtschaft und Nahrungssicherheit)                                                    | Likopo Mahase       | m          | ABC    | 2020                 |          |
| Health (Gesundheit) | Nto Moakhi          | m          | ABC    | 2020                 |          |